# Diaea mutabilis
Diaea mutabilis là một loài nhện trong họ Thomisidae.
Loài này thuộc chi Diaea. Diaea mutabilis được Wladislaus Kulczynski miêu tả năm 1901.